# Тібелево
Тібе́лево (рос. Тибелево, башк. Тибел) — присілок у складі Балтачевського району Башкортостану, Росія. Входить до складу Шав'ядинської сільської ради.
Населення — 189 осіб (2010; 231 у 2002).
Національний склад:
- башкири — 71 %

Стара назва — Тібелеєво.